# Sultanato degli Agiuran
Il Sultanato degli Agiuran fu un impero somalo medievale che dominò il commercio dell'Oceano Indiano e fu sovrano su gran parte del Corno d'Africa nel Medioevo. Attraverso una forte amministrazione centrale e una posizione militare aggressiva contro gli invasori, il sultanato resistette con successo a un'invasione del popolo Oromo da ovest e a un'incursione dell'Impero portoghese da est durante il Gaal Madow e le guerre contro i portoghesi stessi. Il sultanato ebbe non pochi rapporti commerciali, grazie alle sue navi che andavano e venivano da molti regni e imperi da Vicino Oriente, Europa, Asia orientale, Asia meridionale, Nordafrica e Africa orientale.
Il sultanato lasciò come lignaggio una profonda eredità architettonica, essendo una delle potenze maggiori somale nel Medioevo, pieno come era di castelli e fortezze. Molte delle fortificazioni in rovina che riempiono i panorami della Somalia del Sud sono attribuite agli ingegneri Agiuran, tra cui un certo numero di campi di tombe a pilastro, necropoli e città in rovina costruite nell'epoca. Durante il periodo Agiuran, molti regioni e popoli nel sud del Corno d'Africa si convertirono all'Islam data la natura teocratica del governo. La famiglia reale, la Casa di Garen, espanse i suoi territori e stabilì il suo dominio egemonico tramite un'abile combinazione di guerra, rotte commerciali e alleanze militari.
Come impero idraulico, gli Agiuran monopolizzavano le risorse idriche dei fiumi Uebi Scebeli e Giuba. Attraverso l'ingegneria idraulica, costruirono anche molti mulini e cisterne in calcare, la maggior parte dei quali sono ancora operativi e si usano ancora oggi. I sovrani svilupparono nuovi sistemi per l'agricoltura e la tassazione, che continuarono a essere usati in varie parti del Corno d'Africa fino al XIX secolo. Il governo tirannico degli ultimi sovrani Agiuran causarono una serie di ribellioni nel sultanato, e alla fine del XVII secolo, il sultanato si frantumò in molti regni e stati successori, di cui il più prominente fu il sultanato di Gheledi.

## Storia
Successore dell'influente sultanato di Mogadiscio, il sultanato degli Agiuran fu retto dalla dinastia di Garen, o Gareen, la cui origine risiede nell'omonimo regno nato nell'Ogaden, nella regione somala dell'Etiopia, durante il XIII secolo. Con la migrazione dei somali dalla metà settentrionale della regione del Corno a quella meridionale, furono introdotti nuovi ordini culturali e religiosi che influenzarono la struttura amministrativa della dinastia, creando così un sistema di governo che iniziò ad evolversi in un governo islamico. Attraverso il loro Báraka genealogico, che proveniva dal santo Balad (che era noto provenire da fuori il Regno di Garen), i sovrani di Garen rivendicarono la supremazia e la legittimità religiosa su altri gruppi nel Corno d'Africa. Si dice che gli antenati di Balad provenissero dalla storica regione di "Bilad Al Barbar", termine arabo che si riferiva alla Regione del Corno d'Africa della Grande Somalia. Tra i membri noti della dinastia di Garen troviamo Agiuran Garen, Arliqo Gareen, Sarjelle Gareen, Fadumo Gareen e Umur Gareen.
Tra il finire del XIV secolo e il 1698, i Portoghesi si facevano sentire per tutta la costa somala fino all'entrata del Mar Rosso, in quanto quelle coste rappresentavano un punto cruciale per il controllo di alcune delle più fiorenti rotte commerciali che collegavano l'Africa all'Europa e alla Cina. Vasco Da Gama durante uno dei suoi viaggi nell'Oceano Indiano visitò la città Agiuran di Mogadiscio. A partire dal XVI secolo, i portoghesi attaccarono le città settentrionali per mantenere il loro dominio sul Mar Rosso e i loro rapporti con i loro alleati etiopi. Tempo dopo, però, l'ascesa dell'impero ottomano avrebbe fermato parte dei rapporti commerciali portoghesi in Africa, costringendolo a nuove rotte; tuttavia, questo per gli Agiuran comportò solo un cambio di nemici, perché stavolta, furono gli ottomani ad attaccare i somali, provocando guerre decennali per il controllo delle principali città costiere.

## Cittadini nomadi e comunità agricole
Attraverso il loro controllo dei pozzi della regione, i sovrani di Garen detennero effettivamente un monopolio sui loro soggetti nomadi poiché erano l'unico impero idraulico in Africa durante il loro regno. Grandi pozzi fatti di calcare furono costruiti in tutto lo stato, il che attirò i nomadi Somali e Oromo con il loro bestiame. I regolamenti centralizzati dei pozzi hanno reso più facile per i nomadi risolvere le controversie rivolgendo le loro domande ai funzionari del governo che avrebbero agito da mediatori. Il commercio a carovane a lunga distanza, una pratica di lunga data nel Corno d'Africa, è rimasto invariato dai tempi degli Agiuran. Oggi, numerose città in rovina e abbandonate all'interno della Somalia e del Corno d'Africa sono la prova di una rete commerciale interna in forte espansione risalente al periodo medievale.
Con la supervisione centralizzata degli Agiuran, le fattorie di Afgoi, Chisimaio e altre aree nelle valli Diesel Giuba e dello Scebeli hanno aumentato la loro produttività. Un sistema di canali di irrigazione noti localmente come Kelliyo alimentati direttamente dai fiumi Scebeli e Giuba nelle piantagioni dove sorgo, mais, fagioli, grano e cotone venivano coltivati durante le stagioni gu (primavera in somalo) e xagaa (estate in somalo) Calendario somalo. Questo sistema di irrigazione era supportato da numerose dighe e barriere. Per determinare la dimensione media di un'azienda agricola, è stato inventato anche un sistema di misurazione del terreno con i termini utilizzati moos, taraab e guldeed.

## Etimologia
Il sultanato degli Agiuran prende il nome dall'arabo: ’ijara, che significa affitto o tassa. Un nome meritato per i tributi enormi pagati all'Impero. Oggi i discendenti del Sultanato rimangono come Agiuran, un clan di somali. Il clan risiede in Etiopia, Kenya e Somalia. Si dice che gli Agiuran siano discendenti di Alama che a sua volta è un figlio di Bal'ad che ripercorre la discendenza dall'immigrato arabo Harmalle Samale, che traccia la sua discendenza attraverso Aqiil bin Abu Talib.

## Amministrazione

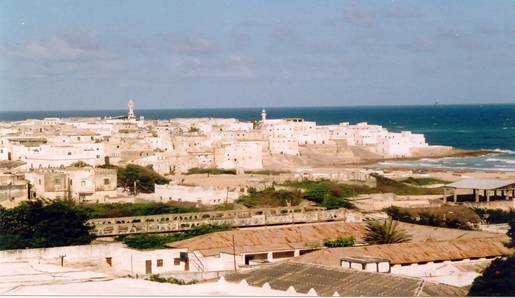
La città di Merca fu uno dei tanti centri amministrativi degli Agiuran

La nobiltà Agiuran usava molti dei tipici titoli aristocratici e di corte somali, con i vari Imam in stile sovrani Garen. Tali sovrani rappresentavano la massima autorità del sultanato, e contavano molti Sultani, Emiri e Re come clienti o vassalli. I sovrani Garen ebbero anche palazzi a Meregh, Qelafo e Merca, che visitarono periodicamente per praticare il primae noctis. La religione di Stato era l'Islam, e la legge era pertanto basata sulla Sharia. Altre importanti città nel sultanato erano Mogadiscio e Barawa.
1. Imam– Capo di Stato
2. Emiro – Comandante dell'esercito e della flotta
3. Na'ib – Viceré
4. Visir – Esattori
5. Cadì – Magistrati

## Economia
Il sultanato degli Agiuran faceva affidamento sull'agricoltura e sul commercio per la maggior parte delle sue entrate. Le principali città agricole erano situate sui fiumi Uebi Scebeli e Giuba, tra cui Chisimaio e Afgoi. Situato all'incrocio di alcune delle rotte commerciali medievali più trafficate, il Sultanato degli Agiuran e i suoi clienti erano partecipanti attivi nel commercio dell'oro dell'Africa orientale, della via della seta e nell'Oceano Indiano, e nelle imprese commerciali fino all'Asia orientale.
L'impero degli Agiuran aveva anche coniato la propria valuta Agiuran. Molte antiche monete in bronzo con sopra scritto "Sultanato degli Agiuran" sono state trovate nella provincia costiera di Benadir, oltre a pezzi di monete di sovrani musulmani dell'Arabia meridionale e della Persia. Inoltre, sono state trovate monete provenienti da Mogadiscio fino agli odierni Emirati Arabi Uniti in Medio Oriente. Le rotte commerciali risalenti all'antichità e al primo medioevo dell'impresa marittima somala furono rafforzate o ristabilite, e il commercio e il commercio estero nelle province costiere prosperarono con le navi che salpavano e provenivano da una miriade di regni e imperi in Asia orientale, Asia meridionale, Europa, Medio Oriente, Nord Africa e Corno d'Africa. Attraverso l'uso di navi commerciali, bussole, città portuali multiple, fari e altre tecnologie, i mercanti dell'Impero degli Agiuran intrattennero rapporti d'affari con commercianti dei seguenti stati:
| Partner commerciali in Asia meridionale e Asia orientale | Importazioni                     | Esportazioni                      |
| -------------------------------------------------------- | -------------------------------- | --------------------------------- |
| Impero Ming                                              | Ceramica celadon e valuta cinese | Cavalli, animali esotici e avorio |
| Impero Mughal                                            | Indumenti e spezie               | Oro, wax e legname                |
| Sultanato di Malacca                                     | Ambra grigia e porcellana        | Indumenti e oro                   |
| Isole delle Maldive                                      | Cowries (piccole lumache)        | Muschio e pecore                  |
| Regno di Jaffna                                          | Cannella e valuta di Jaffna      | Indumenti                         |
| Partner commerciali nel Medio Oriente                    |                                  |                                   |
| Impero ottomano                                          | Moschetti e cannoni              | Tessuti                           |
| Impero safavide                                          | Tessuti e frutta                 | Grano e legname                   |
| Partner commerciali in Europa                            |                                  |                                   |
| Impero portoghese                                        | Oro                              | Abiti                             |
| Repubblica di Venezia                                    | Zecchini                         | –                                 |
| Impero olandese                                          | –                                | –                                 |
| Partner commerciali in Africa                            |                                  |                                   |
| Sultanato Malmucco del Cairo                             | –                                | Abiti                             |
| Sultanato di Adal                                        | –                                | –                                 |
| Impero Abissino                                          | –                                | –                                 |
| Civiltà Swahili                                          | –                                | –                                 |
| Monomopata                                               | Oro e avorio                     | Spezie e indumenti                |
| Impero di Gondar                                         | Oro e bestiame                   | Abiti                             |
| Regno di Merina                                          | –                                | –                                 |

## Diplomazia

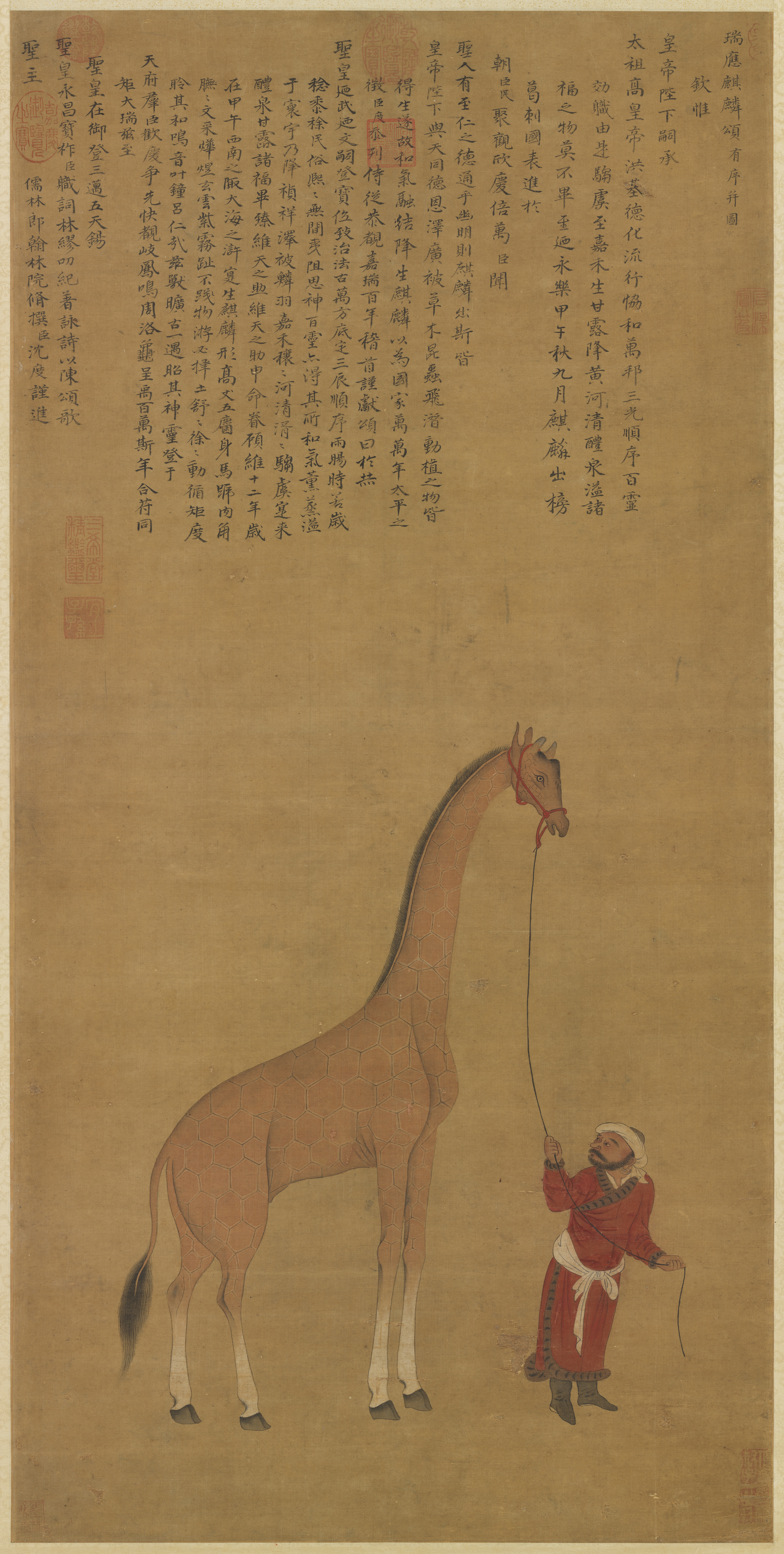
L'impero degli Agiuran mantenne stabili rapporti commerciali con la dinastia Ming e altri regni

Con la loro storia e i loro conseguimenti marittimi, l'impero degli Agiuran fondò notevoli rapporti diplomatici e commerciali nel Vecchio Mondo, soprattutto in Asia, da una notevole alleanza con gli Ottomani a un rapporto cordiale con la potente dinastia Ming in Cina, e persino con dei mercanti che raggiunsero le odierne Giava e Vietnam.
Il sovrano degli Agiuran mandava spesso ambasciatori in Cina per stabilire dei rapporti diplomatici, creando così la prima comunità africana in Cina mai registrata nella storia, il cui ambasciatore più di nota fu Sa'id di Mogadiscio, il primo africano a mettere piede sul suolo cinese. In cambio, l'imperatore Yongle, terzo imperatore Ming, mandò una delle più grandi flotte della storia per commerciare con i Somali. La flotta, al comando del famoso Hui islamico Zheng He, arrivò a Mogadiscio mentre la città era al suo zenit. Oltre che a oro, franchincenso e tessili, Zheng riportò anche i primi animali selvatici in Africa, tra cui ippopotami, giraffe e gazzelle.